# Moses Sithole
Moses Sithole (Vosloorus, 17 de novembro de 1964) é um assassino em série estuprador sul-africano também conhecido como Assassino ABC (ABC Killer) por ter feito vítimas em Atteridgeville (bairro de Pretória), Boksburg e Cleveland (bairro de Joanesburgo). Sithole matou pelo menos 38 pessoas entre 16 de julho de 1994 e 6 de novembro de 1995 e é considerado um dos piores, mais aterrorizantes e infames assassinos em série da África do Sul.
Até 2019 se encontrava preso no Centro Correcional de Manguang em Bloemfontein, Estado Livre.

## Biografia
Nascido em Vosloorus, cidade que ficava numa das áreas destinadas à população negra durante o apartheid, o muitas vezes violento regime de segregação racial que durou 46 anos no país, era um dos cinco filhos de Simon e Sophie Sithole. A morte prematura do pai, quando Moses tinha apenas 6 anos, fez com que a família começasse a ter problemas financeiros, o que levou a mãe a entregar as crianças à polícia, que as encaminhou para um orfanato, onde ele sofreu diversos abusos. Ele fugiu do orfanato três anos após sua internação e acabou conseguindo trabalho nas minas de ouro de Joanesburgo.
Segundo a revista Superinteressante, Moses foi vítima da violência da mãe alcoólatra e dos abusos sexuais de uma meia-irmã, o que pode tê-lo levado a ser "sexualmente precoce desde tenra idade", segundo o portal Biography.
O Biography completa: "alguns supuseram que o abandono de seus filhos por sua mãe pode ter desempenhado um papel em suas atitudes agressivas em relação às mulheres. Ele também teria contado a algumas de suas vítimas de estupro sobre suas próprias experiências ruins nas mãos de uma namorada anterior".

## Crimes

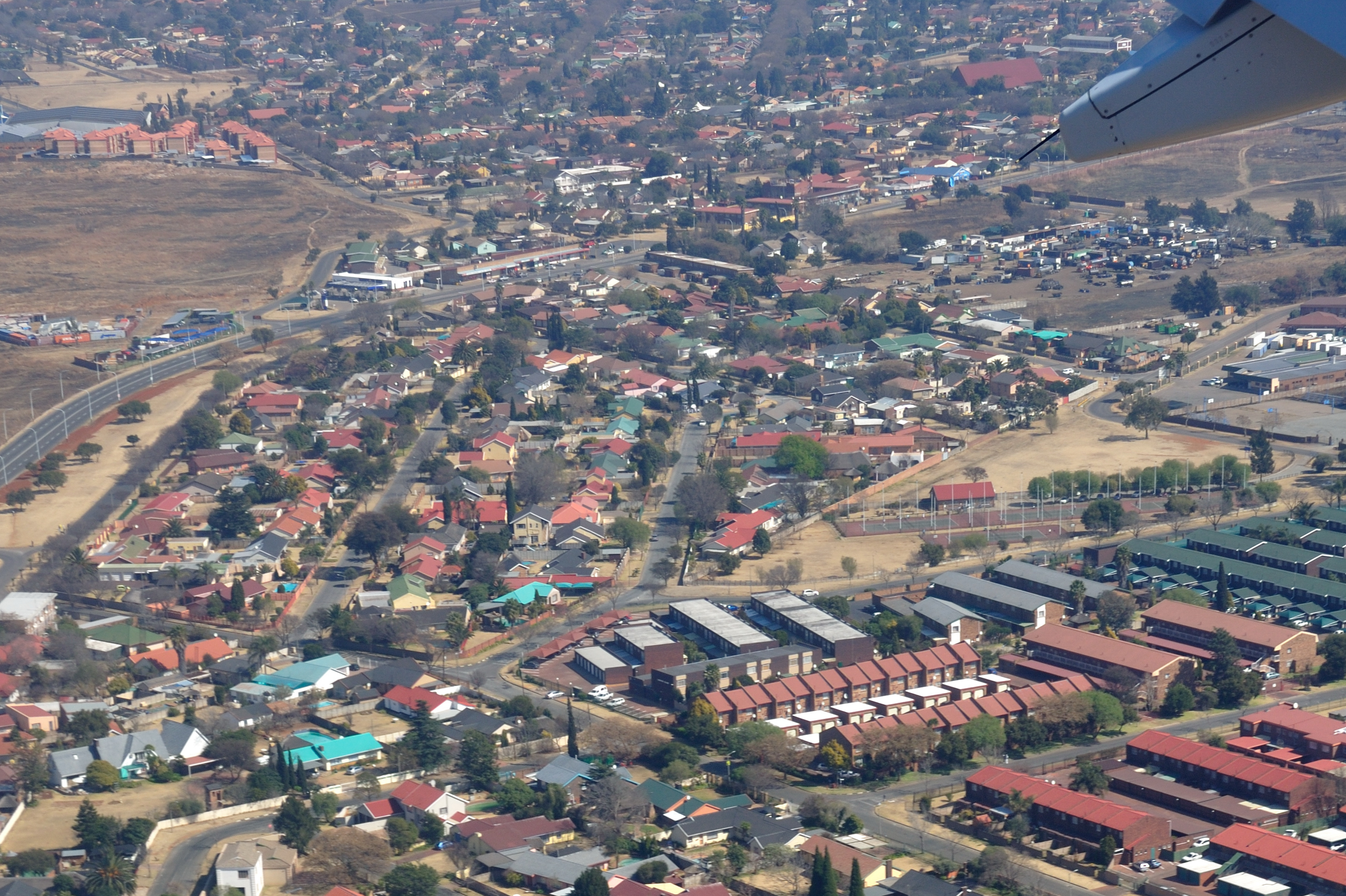
Vista aérea de Boksburg, a cidade da letra B, onde o Assassino ABC fez diversas vítimas

Segundo análises, é possível que ele tenha decidido matar mulheres devido aos traumas sofridos nas mãos do sexo oposto.
Seu primeiro ataque foi em 1987, quando amarrou e estuprou Patrícia Khumalo, uma amiga de sua irmã. Com medo de ser morta, ela não apresentou queixa às autoridades. No entanto, outra vítima, de 1989, Doris Swakamisa, depois de ser estuprada e ficar amarrada a uma árvore no meio da savana, prestou queixa à polícia depois de ser encontrada. Doris o identificou meses depois e ele acabou preso e condenado a sete anos de prisão. Posteriormente, o assassino revelou que passou a escolher vítimas parecidas com Doris, já que ela era a responsável por sua primeira sentença de prisão.
Foi liberado em 1993 por bom comportamento e voltou a cometer crimes em 1994, quando "aprimorou" seu modus operandi: sua nova tática passou a ser sair em busca de emprego usando o nome Silvester. Assim, conquistava a confiança das mulheres, a quem prometia ajuda na conquista de postos de trabalho. Segundo o Biography, "era um homem bonito e charmoso", que conquistava as vítimas "em plena luz do dia, com promessas de oportunidades de emprego que nunca se concretizariam. Sua facilidade social e comportamento inteligente tornaram a série de agressões brutais ainda mais assustadoras [usando este modus operandi, estuprou, estrangulou e tatuou à faca o corpo de Maria Monama, de 19 anos, por exemplo] e ele acabou sendo acusado de 38 assassinatos e 40 estupros. Um número significativo de vítimas de Sithole nunca foi identificado".
Segundo o Biography, "entre janeiro e abril de 1995 em Atteridgeville, no este de Pretória, quatro corpos de jovens mulheres negras que haviam sido estranguladas e provavelmente estupradas foram descobertos", o que levou a imprensa a desconfiar da atuação de um serial killer e pressionar a polícia para que investigasse melhor os casos. "A descoberta do corpo do filho de 2 anos de uma vítima incitou mais cobertura da mídia, mas em uma sociedade acostumada à violência, o interesse da mídia foi relativamente breve", escreveu o Biography também. 
Nos meses seguintes, vários corpos continuaram aparecendo, todos eles apresentando o mesmo padrão: as vítimas haviam sido estupradas, amarradas e estranguladas com suas próprias roupas íntimas. Os corpos também haviam sido "tatuados" com a palavra "puta", reporta o portal Cape {town} Etc.
Em julho de 1995, uma pessoa viu Moses em companhia de uma mulher e achou que seu comportamento era estranho. A testemunha depois encontrou a mulher morta, mas como não havia visto o assassino de perto, não conseguiu identificá-lo. Em 16 de setembro de 1995, um corpo foi descoberto na Mina Van Dyk, perto de Boksburg. Buscas policiais na área levaram à descoberta, em apenas 24 horas, de 10 corpos enterrados em valas comuns, em vários estágios de decomposição. Segundo os policiais, "evidências claras mostravam que o assassino estava evoluindo sua técnica de assassinato para extrair a maior dor de suas vítimas, supostamente aumentando seu próprio prazer".
Até agosto de 1995, Sithole já tinha matado 20 mulheres, descartando os corpos nos subúrbios de Pretória e Johannesburgo.

### Vítimas
Lista completa de sua vítimas conhecidas:
- 16 de julho de 1994 - Maria Monene Monama, 18 anos de idade
- 6 de agosto de 1994 - Amanda Kebofile Thethe, 26
- 19 de agosto de 1994 - Joyce Thakane Mashabela, 32
- 7 de setembro de 1994 - Refilwe Amanda Mokale, 24
- 18 de setembro de 1994 - Rose Rebothile Mogotsi,
- 22 de dezembro de 1994 - Vítima não identificada (descoberta em 3 de janeiro de 1995)
- janeiro de 1995 - Beauty Nuku Soko, 27
- 3 de março de 1995 - Sara Matlakala Mokono, 25
- 7 de abril de 1995 - Nikiwe Diko (descoberta em 24 de junho )
- 12 de abril de 1995 - Letta Nomthandazo Ndlangamandla, 25
- 20 de abril de 1995 - Sibusiso Nomthandazo Ndlangamandla
- 12 de maio de 1995 - Esther Moshibudi Mainetja, 29
- 23 de maio de 1995 - Granny Dimakatso Ramela, 21 (descoberta em 18 de julho)
- 25 de maio de 1995 - Elizabeth Granny Mathetsa (descoberta em 16 de junho)
- 30 de maio de 1995 - Mildred Ntiya Lepule, 28 (descoberta em 26 de julho)
- 13 de junho de 1995 - Francina Nomsa Sithebe,25
- 22 de junho de 1995 - Ernestina Mohadi Mosebo, 30
- 14 de julho de 1995 - Elsie Khoti Masango, 25 (descoberta em 8 de agosto)
- 17 de julho de 1995 - Josephine Mantsali Mlangeni, 25
- 8 de agosto de 1995 - Oscarina Vuyokazi Jakalase, 30 (descoberta em 23 de agosto)
- 9 de agosto 1995 - Vítima não identificada
- 15 de agosto de 1995 - Makoba Tryphina Mogotsi, 26 (descoberta em 17 de setembro)
- 28 de agosto de 1995 - Vítima não identificada
- 30 de agosto de 1995 - Vítima não identificada
- 4 de setembro de 1995 - Nelisiwe Nontobeko Zulu, 26 (descoberta em 17 de setembro)
- 7 de setembro de 1995 - Amelia Dikamakatso Rapodile, 43 (descoberta em 17 de setembro)
- 12 de setembro de 1995 - Vítima não identificada
- 12 de setembro de 1995 - Monica Gabisile Vilakazi, 31 (descoberta em 17 de setembro)
- 17 de setembro de 1995 - Hazel Nozipho Madikizela, 21 (descoberta em 17 de setembro)
- 17 de setembro de 1995 - Tsidi Malekoae Matela,45
- 17 de setembro de 1995 - 3 Vítimas não identificadas
- 24 de setembro de 1995 - Agnes Sibongile Mbuli, 20 (descoberta em 3 de outubro)
- 9 de outubro de 1995 - Vítima não identificada
- 10 de outubro de 1995 - Beauty Ntombi Ndabeni (descoberta em 11 de outubro)
- 14 de outubro de 1995 - Vítima não identificada
- 6 de novembro de 1995 - Vítima não identificada

## Investigações, prisão e pena
Com o aumento da repercussão do caso, a polícia local pediu ajuda a um criador de perfis do FBI que estava aposentado. Robert Ressler chegou à Pretória em 23 de setembro de 1995 e descreveu o assassino como um indivíduo inteligente, organizado e com alto desejo sexual, que estava atuando com um crescente senso de confiança, talvez com a ajuda de um segundo assassino. A polícia também entrevistou familiares das vítimas, o que acabou levando à identificação de Moses. Fotos de Sithole como procurado foram publicadas em jornais e o próprio criminoso telefonou para a imprensa para saber mais sobre o assunto. No enanto, ele começou a revelar detalhes dos crimes a uma jornalista, que repassou tudo à polícia.
Depois da foto sua ser divulgada também na TV, um conhecido o reconheceu e ajudou os investigadores na captura. Enquanto tentava se refugiar na casa de familiares, os policiais o interceptaram em 18 de outubro de 1995. Ele reagiu, foi baleado e preso.
Depois de preso, ele confessou e deu detalhes dos crimes e em 23 de outubro de 1995 foi acusado de 29 assassinatos pelo juiz do tribunal de Brakpan.
Posteriores exames de DNA e o testemunho de mais de cem pessoas levaram os investigadores a acreditar que ele matou 38 mulheres e cometeu 40 estupros. Em 3 de dezembro de 1996, a promotoria apresentou um vídeo no qual Sithole admitia abertamente 29 assassinatos. O vídeo, feito enquanto ele estava na prisão, no entanto, não havia sido autorizado e o juiz deliberou apenas em  29 de julho de 1997 que ele poderia ser usado como prova. No vídeo, o criminoso também revelou que selecionava suas vítimas por sua semelhança com uma de suas primeiras vítimas, Doris Swakamisa, a quem considerava responsável por sua primeira sentença de prisão.
Em 4 de dezembro de 1997, Moses foi condenado a 2.410 anos de prisão, sem possibilidade de liberdade condicional por pelo menos 930 anos. Segundo o Biography, "claramente, a sentença pretendia manter Sithole atrás das grades pelo resto de sua vida".
Esteve preso inicialmente na ala de segurança máxima da Prisão Central de Pretória, o bloco de celas de segurança mais alta na África do Sul, conhecido como C-Max, mas atualmente (2019) cumpre pena no Centro Correcional de Manguang em Bloemfontein, Free State.
Há relatos de que pouco depois de preso ele foi diagnosticado como portador do vírus HIV-AIDS.